# Баратаевы (княжеский род)
Бараташвили (груз. ბარათაშვილი) — грузинский княжеский род, происходящий от Ивана и Амилхабара Бараташвили, возведенных в княжеское достоинство царем Симеоном I в 1526 году.
В дальнейшем род разделился на две ветви, из которых первая выехала в Россию при Петре Великом и в дальнейшем именовалась князьями Баратаевыми, а вторая осталась в Грузии, и была утверждена в княжеском достоинстве Российской империи веком позже под фамилией князей Баратовых. При этом, на грузинском языке обе ветви рода продолжали именоваться Бараташвили.

## Князья Баратаевы
Баратаевы — российский княжеский род грузинского происхождения.
- Князь Мельхиседек (Михаил) Бараташвили (Баратаев) выехал (1724) в Россию с царём Картли Вахтангом Леоновичем (Вахтанг Леванович). Он имел четырёх сыновей:
  - 1) Князь Пётр Михайлович (1734—1789) — генерал-поручик, правитель симбирского наместничества (1780—1789).
    - тайный советник князь Михаил Петрович (1784—1856), известен, как археолог и нумизмат. Он был женат на Александре Николаевне Чоглоковой (†1832).
      - Алексей Михайлович (р. 2.5.1829)
      - Михаил Михайлович (1814—1879)
        - Внук Михаила Петровича (правнук Петра Михайловича), Сергей Михайлович (1861—1930) — депутат Государственной думы I созыва от Симбирской губернии.

  - 2) Князь Иван Михайлович — действительный статский советник, уфимский губернатор (1796).
  - 3) Князь Семён Михайлович (1745—1798) — генерал-майор, кавалер ордена св. Георгия 3-й степени, правитель казанского наместничества (1789—1796). Семён Михайлович имел пять дочерей, из которых Елизавета была замужем за действительным статским советником, казанским губернатором Б. А. Мансуровым, а другая — Александра, была супругой сенатора М. Н. Мусина-Пушкина.
  - 4) Князь Андрей Михайлович — капитан артиллерии, во время Пугачёвского бунта выдан своими солдатами Пугачёву и замучен до смерти в Саратове (†1774).

Также в источниках упоминается князь Князь Егор (Георгий) Матвеевич (Михайлович?), майор Павловского гренадерского полка (1797). Его точное происхождение неизвестно.

## Князья Баратовы
Ветвь рода Баратишвили, оставшаяся в Грузии, была утверждена в княжеском достоинстве Высочайше утвержденными мнениями Государственного совета, 1826, 1827 и 1839 годов и показана в качестве княжеской в Высочайше утвержденном в 1850 году именном посемейном списке княжеским родам Грузии.
Эта вторая ветвь в России именовалась князьями Баратовыми. Всего с 1826 по 1839 год в княжеском достоинстве были признаны 23 князя Баратовых. Из этой ветви рода происходят:
- Бараташвили, Николай Мелитинович (Баратов; 1817—1845) — выдающийся грузинский поэт.
- Баратов, Иосиф Александрович (1872 — ?) — адвокат, депутат Государственной думы I созыва от Тифлисской губернии.